# スタン・トーマス (アメリカンフットボール)
スタン・トーマス（Stan Thomas 1968年10月28日- ）はカリフォルニア州エル・セントロ出身のアメリカンフットボール選手。NFLのシカゴ・ベアーズ、ヒューストン・オイラーズで1991年から1994年までプレーした。ポジションはオフェンシブラインマン。

## 経歴
テキサス大学から1991年のドラフト1巡でシカゴ・ベアーズに指名されて入団した。彼のドラフト1巡指名はオーナーの指示で行われた。当時ベアーズのヘッドコーチだったマイク・ディトカによると、アメフトについて全く素人のオーナーが誰とサインし、誰をトレードし、誰をドラフトするかについてまで口出しするようになったという。ディトカはトーマスを指名したいと思っていなかったがオーナーが決定を下した。背中の故障で引退したジム・カヴァートの代わりに、1年目より左タックルを任されたが期待はずれに終わった。
1992年2月には、バーを出た後、車を運転中に、彼の車を追い抜いた後、Uターンしてきた車に乗った男に銃で撃たれ、頭部に重傷を負った。
この年、ドラフト2巡で指名されたトロイ・オーゼンに左タックルのポジションを明け渡した。12月13日のピッツバーグ・スティーラーズとの試合後半、サイドラインでマイク・ディトカヘッドコーチと口論するところがテレビで流れた。2年間で26試合に出場したものの、1993年にヒューストン・オイラーズにトレードされ、2年プレーした。
1994年のサラリーは当初50万ドルであったが、その年いったん解雇された後、16万2000ドルのリーグ最低保障でオイラーズと契約を結んだ。この年、両親が脱税で逮捕され、弁護士費用で10万ドル以上を費やした。
1995年8月、女性に銃口をつきつけられて、10万ドルのメルセデス・ベンツを奪われた。
1995年9月17日、ルーキーのHicham El-Mashtoubと乱闘を起こした彼はジェフ・フィッシャーヘッドコーチによってオイラーズから追放された。
2004年、サンディエゴ郊外で21歳の女性を強姦し、起訴された。

## 人物
ベアーズのドラフトの期待はずれ（バスト）として、ケイド・マクナウン、カーティス・エニスなどと共に名前があがる選手である。